# Iniciativa de Cooperación de Estambul
La Iniciativa de Cooperación de Estambul (ICI) es una iniciativa de la OTAN lanzada durante la Cumbre de Estambul de 2004.
Durante la misma, los dirigentes de la OTAN decidieron elevar [clarificación requerida] el Diálogo Mediterráneo de la Alianza a una colaboración propiamente dicha y dar comienzo así al ICI (Iniciativas de Cooperación de Estambul, por sus siglas en inglés) con una selección de países de la región más ancha del Oriente Medio. La iniciativa es una propuesta de compromiso con actividades de cooperación en materia de seguridad con estados de todo el Gran Oriente Medio. Esta nueva iniciativa se sitúa junto al programa de la Asociación para la Paz y el Diálogo Mediterráneo. La misma OTAN considera estas asociaciones de cooperación en materia de seguridad como respuesta a los nuevos retos del siglo XXI y como complemento del G8 y las decisiones conjuntas de los Estados Unidos y Europa en cuanto al apoyo de las exigencias de reforma emanadas desde el Gran Oriente Medio. La ICE ofrece cooperación práctica entre naciones interesadas en el Gran Oriente Medio en áreas tales como:
- Lucha contra las Armas de Destrucción Masiva;
- Contraterrorismo;
- Formación y educación;
- Participación en ejercicios de la OTAN;
- Promoción de la interoperabilidad militar;
- Administración de desastres y planificación de emergencias civiles;
- Asesoramiento a medida sobre reforma de la defensa y relaciones cívico-militares
- Cooperación en materia de seguridad en fronteras, para ayudar a impedir el tráfico ilícito de fármacos, armas, y personas.

## Miembros
- Baréin
- Catar
- Kuwait
- Omán
- Emiratos Árabes Unidos
- Yemen